# Усошки (Жирятинский район)
Усошки — деревня в Жирятинском районе Брянской области, в составе Воробейнского сельского поселения. 
 Расположена в 2 км к востоку от села Воробейня. Население — 3 человека (2010).

## История
Упоминается с 1704 как «село» Осушки; позднее — деревня в приходе села Ишово, входила в Почепскую (1-ю) сотню Стародубского полка. До Великой Отечественной войны преобладало украинское население.
С 1782 по 1918 гг. в Мглинском повете, уезде (с 1861 — в составе Воробейнской волости); в 1918—1929 гг. — в Почепском уезде (Воробейнская, с 1924 — Балыкская волость).
С 1929 года — в Жирятинском районе, а при его временном расформировании (1932—1939, 1957—1985 гг.) — в Почепском районе. 
 До 2005 года входила в Воробейнский сельсовет.